# Chao de Castro
Chao de Castro (llamada oficialmente San Martiño de Chao de Castro) es una parroquia y un lugar español del municipio de El Bollo, en la provincia de Orense, Galicia.

## Toponimia
La parroquia también es conocida por el nombre de San Martín de Chao de Castro.

## Organización territorial
La parroquia está formada por una entidad de población:
- Chao de Castro

## Demografía
Gráfica demográfica del lugar y parroquia de Chao de Castro según el INE español:
| Gráfica de evolución demográfica de Chao de Castro entre 2000 y 2022 |
|                                                                      |
| Datos según el nomenclátor publicado por el INE.                     |